# Världsmästerskapet i ishockey för division IV
Världsmästerskap i ishockey för division IV (engelska: IIHF World Championship Division IV) är en årlig idrottstävling som anordnas av Internationella ishockeyförbundet. Det här är den lägsta divisionen i ishockeyns världsmästerskap.
Divisionstävlingen spelas i en enda grupp.

### Resultat
| År   | Värdnation (-er)                        | Mästare och uppflyttad ▲                | 2:a plats                               |
| ---- | --------------------------------------- | --------------------------------------- | --------------------------------------- |
| 2020 | Inställd på grund av Covid-19-pandemin. | Inställd på grund av Covid-19-pandemin. | Inställd på grund av Covid-19-pandemin. |
| 2021 | Inställd på grund av Covid-19-pandemin. | Inställd på grund av Covid-19-pandemin. | Inställd på grund av Covid-19-pandemin. |
| 2022 | Kirgizistan                             | Kirgizistan                             | Iran                                    |
| 2023 | Mongoliet                               | Filippinerna                            | Mongoliet                               |
| 2024 | Kuwait                                  | Mongoliet                               | Kuwait                                  |
| 2025 | Armenien                                | Uzbekistan                              | Armenien                                |